# San Isidro del Carmen
San Isidro del Carmen är en ort i Mexiko.   Den ligger i kommunen Pénjamo och delstaten Guanajuato, i den centrala delen av landet, 300 km väster om huvudstaden Mexico City. San Isidro del Carmen ligger 1 681 meter över havet och antalet invånare är 197.
Terrängen runt San Isidro del Carmen är platt åt nordväst, men åt sydost är den kuperad. Runt San Isidro del Carmen är det ganska tätbefolkat, med 54 invånare per kvadratkilometer. Närmaste större samhälle är La Piedad Cavadas, 18,0 km nordväst om San Isidro del Carmen. I omgivningarna runt San Isidro del Carmen växer huvudsakligen savannskog.